# گاربوو
گاربوو (به لهستانی:  Garbów) یک روستا در لهستان است که در گمینا گاربوو واقع شده‌است. گاربوو  ۲٬۰۶۶ نفر جمعیت دارد.